# Produktivvermögen
Das Produktivvermögen ist jener Teil des reproduzierbaren Vermögens in einer Volkswirtschaft, der zur Leistungserstellung dient. Er setzt sich zusammen aus dem sachlichen Produktivvermögen (wie Sachanlagen, Vorräte, Grund und Boden) und dem Humankapital (die Summe aller Kenntnisse, Fähigkeiten und Erfahrungen der Arbeitskräfte), nicht aber die Arbeitskräfte selbst. Dieses Vermögen ist eine zentrale Voraussetzung aller modernen Produktionsprozesse und der Wettbewerbsfähigkeit einer Volkswirtschaft. Anders als in der klassischen Betrachtung der Wirtschaftswissenschaften betrachtet die Evolutionsökonomie jeden wirtschaftlichen Vorgang als produktiv im Sinne einer Zustandsänderung des Wissens.

## Situation in Deutschland
Das Produktivvermögen in Deutschland ist stark ungleich verteilt. 1968 besaßen 1,7 Prozent aller Haushalte in der Bundesrepublik über 70 Prozent des westdeutschen Produktivvermögens.
1957 entwarf Bruno Gleitze ein Modell, bei dem alle Arbeitnehmer durch gesetzliche Regelungen an der Kapitalbildung der Unternehmen beteiligt werden sollte. Sein nach ihm benannter Gleitze-Plan war ein Konzept für einen überbetrieblichen sogenannten Sozialkapitalfonds.